# Bernhard von Zech (Politiker)
Bernhard Zech, seit 1716 von Zech, seit 1729 Reichsfreiherr von Zech, seit 1745 Reichsgraf von Zech (* 6. Dezember 1681; † 4. Oktober 1748) war ein deutscher Politiker im Dienst des Kurfürsten von Sachsen.

## Leben
Bernhard von Zech hatte an der Universität Leipzig Rechtswissenschaften studiert und danach eine Reise nach England und den Niederlanden unternommen. Bereits bei seiner Rückkehr wurde er 1703 kursächsischer Kommissionsrat und Geheimer Kammersekretär, danach Hofrat und Geheimer Referendar für den Hofrat. Somit war Bernhard von Zech Hof- und Justizrat des sächsischen Kurfürsten August des Starken und seines Nachfolgers. Bei der Wahl des Kaisers Karl VI. in Frankfurt am Main führte er das Protokoll des kurfürstlichen Konklave. Bei den Friedensverhandlungen in Braunschweig fungierte er als Vertreter der königlich-polnischen Beamten. Im Übrigen scheint Bernhard Reichsgraf bei Zech in Verhandlungen mit anderen Adeligen, die auf die Bestätigung oder Erweiterung ihrer Titel oder Privilegien von Seiten Kursachsens selbst mit der Hilfe von der Versicherung „realer Dankbarkeit“, sprich 6 bis 800 Talern aus waren, ein unnachgiebiger Verhandlungspartner gewesen zu sein, wie es 1711 der Abgesandte des reußischen Hauses, Hofrat Hülsemann, erfahren musste.
Er war der Sohn des Ministers Bernhard Zech und wurde gleichzeitig mit diesem 1716 vom Kaiser in den Adelsstand erhoben. 1729 wurde er in den Reichsfreiherren- und 1745 in den Reichsgrafenstand erhoben. Mit seiner Frau hatte er drei Kinder, den Sohn August Ferdinand von Zech und zwei Töchter.

## Werk
- Gegenwärtige Verfassung der Kayserlichen Regierung in Deutschland, nach Anleitung von Caroli VI Wahlkapitulation. Leipzig 1713.